# Kilómetro 30 (Argentina)
Kilómetro 30 es una localidad argentina ubicada en el departamento Figueroa de la provincia de Santiago del Estero. Se encuentra sobre la ruta provincial 5, entre Caspi Corral y La Invernada, y junto a un canal del río Salado.

## Población
Cuenta con 243 habitantes (Indec, 2010), lo que representa un incremento del 70% frente a los 143 habitantes (Indec, 2001) del censo anterior.
| Gráfica de evolución demográfica de Kilómetro 30 entre 1991 y 2010 |
|                                                                    |
| Fuente: Censos nacionales del INDEC                                |